# جامعة غوانغجو
جامعة غوانغجو هي جامعة تأسست في كوريا الجنوبية في جينوول دونغ في غوانجو. بدأت في 1981 وأصبحت كلية لمدة أربع سنوات.
لديها الآن ثلاث مدارس عليا وأربع كليات.

## روابط خارجية
- الموقع الرسمي
 باللغة الإنجليزية
- الموقع الرسمي
 باللغة الكورية